# Моргуличи
Моргу́личи (укр. Моргу́личі) — село Черниговского района Черниговской области Украины. Население 88 человек.
Код КОАТУУ: 7425581002. Почтовый индекс: 15532. Телефонный код: +380 462.

## Власть
Орган местного самоуправления — Боромыковский сельский совет. Почтовый адрес: 15532, Черниговская обл., Черниговский р-н, с. Боромыки, ул. Музыченко, 17.